# Drömmen om Hollywood
Drömmen om Hollywood är en svensk dokumentärserie som hade premiär på SVT Play den 7 januari 2024 och på SVT1 den 9 januari samma år. Första säsongen består av fyra avsnitt.

## Handling
Serien kretsar kring Anna-Karin Eskilsson som efter sina gymnasiestudier flyttar till New York och drömmer om att bli en framgångsrik skådespelare i USA. Efter några mindre roller, ofta okrediterade, slår drömmen in efter 16 år. År 2008 rapporteras flitigt i svensk media om att hon har fått huvudrollen som Greta Garbo i en kommande Hollywoodfilm. Journalisten Angelica åker till Los Angeles med sin kamera för att dokumentera allt det otroliga som händer hennes vän Anna-Karin. Men det är något som inte stämmer.

## Medverkande (i urval)
- Anna-Karin Eskilsson